# Padri e figli
Padri e figli és una pel·lícula de comèdia italiana de 1957 dirigida per Mario Monicelli. Al 7è Festival Internacional de Cinema de Berlín Monicelli va guanyar el premi Ós de Plata al millor director.

## Argument
A Itàlia, als anys 50, les vides de cinc famílies es creuen. Vincenzo Corallo és un sastre vídu que no té cap control sobre la seva filla adolescent, Marcella, que se salta l'escola per anar amb el seu xicot, Sandro Bacci, més gran que ella, en proves d'assisize. El seu fill, Carlo, és el mestre de família que no suporta les males maneres de la seva germana i vol tornar-la al bon camí.
Al Bacci, el pare, Vittorio, té problemes amb el seu fill gran.
Al mateix edifici, Guido i Giula Blasi esperen el seu primer fill. Ansiós, Guido es posa en contacte amb una infermera, Ines Santarelli, que li ofereix injeccions per a la seva dona embarassada.
Ines Santarelli, casada amb una cuidador del zoològic, és la mare sobrecarregada de cinc fills. Confia un dels seus fills malalts a la seva germana Rita, feliç d'acollir-lo, perquè no pot tenir fills amb el seu marit.

## Repartiment
- Vittorio De Sica - Vincenzo Corallo
- Lorella De Luca - Marcella Corallo
- Riccardo Garrone - Carlo Corallo
- Marcello Mastroianni - Cesare
- Fiorella Mari - Rita
- Franco Interlenghi - Guido Blasi
- Antonella Lualdi - Giulia Blasi
- Memmo Carotenuto - Amerigo Santarelli
- Marisa Merlini - Ines Santarelli
- Ruggero Marchi - Vittorio Bacci
- Emma Baron - Missis Bacci
- Gabriele Antonini - Sandro Bacci
- Franco Di Trocchio - Alvaruccio
- Raffaele Pisu - Vezio Bacci